# Banco Simeón
Banco Simeón fue un banco español fundado en Vigo por Simeón García de la Riva en 1857 como sociedad comanditaria denominada “Hijos de Simeón García y Compañía”. Se transformó en sociedad anónima en 1965, ya como Banco Simeón, con un capital social de cincuenta millones de pesetas.

## Historia
Le afectó seriamente la crisis financiera de 1977 - 1984. La prensa en 1984 ya apuntaba las próximas dificultades del banco presidido por Fernando García-Nieto Fosas por su imposibilidad de ejecutar las imprescindibles ampliaciones de capital para fortalecer su solvencia. Su propiedad estaba “intrincadamente repartida” entre el grupo familiar sucesor del fundador, hasta el extremo de que la presidencia se ocupaba por turnos rotarios entre los tres varones de la cuarta generación de la familia. Una oferta de compra hecha por el inglés National Westminster fue rechazada por el Banco de España, por lo que fue intervenido por el Fondo de Garantía de Depósitos y nacionalizado en 1984, necesitando de una ayuda de once millones de euros en forma de compra de activos dudosos. El Fondo lo vendió al Banco Exterior de España al precio simbólico de una peseta, quien lo mantuvo en su órbita hasta que en 1995 lo vendió, siendo ya Argentaria y ostentando el 85,5 % de su capital, a la portuguesa Caixa Geral. Esa operación de venta fue polémica en Galicia, pues el 21 de febrero de 1995 Caixa Galicia había formulado una frustrada oferta de compra cuya intención era crear una entidad bancaria gallega formada por los bancos Simeón, Gallego y Etcheverría para competir de con el Pastor, contando con el apoyo de la Junta de Galicia y los partidos políticos gallegos y la oposición del Gobierno central.

### Fusión
La nueva propiedad nombra como director general a Ramón Barral Andrade y decide en 2002 su fusión con los bancos Luso Español y Extremadura, del mismo grupo, manteniendo su razón social, pero desplazando sus servicios centrales a Madrid. En 2006 cambia su denominación a Banco Caixa Geral.

### Adquisición por Abanca
Como consecuencia de la crisis de su matriz, el 22 de noviembre de 2018 el Gobierno portugués lo adjudica a Abanca por 384 millones de euros, consumándose la absorción en marzo de 2020 y regresando, de algún modo, a su territorio de origen.